# 衣冠

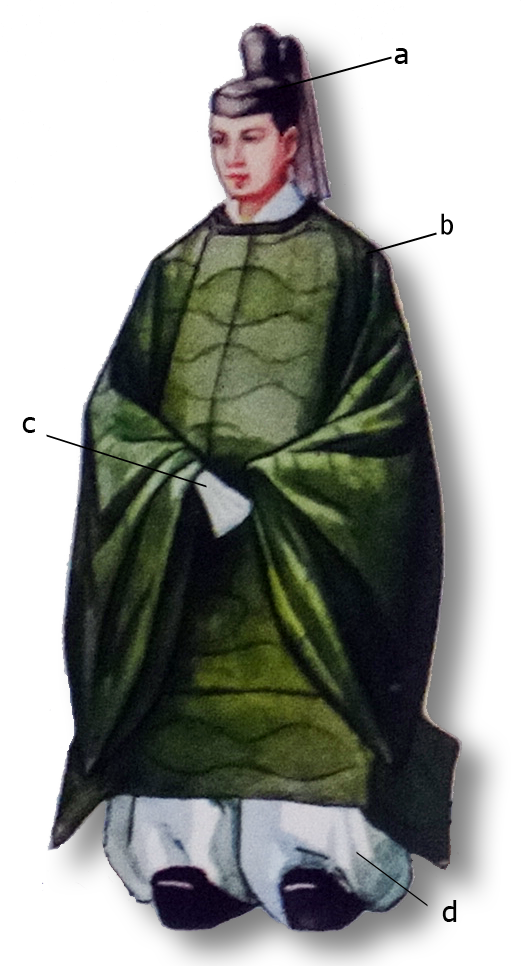
衣冠
a:冠 b:袍 c:檜扇 d:指貫

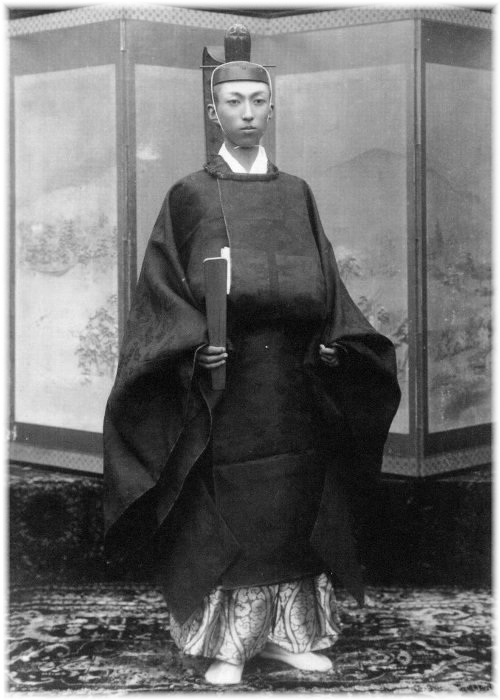
衣冠姿の芳麿王

衣冠（いかん）は平安時代以降の貴族や官人の宮中での勤務服。

## 概要

### 発祥
もともと宮中での勤務服は朝服及び、朝服を改造した束帯であった。しかし束帯は石帯で体を締め付けるなどして窮屈であったため、宿直（とのい）には不向きであった。そこで、「宿直装束」として衣冠が生まれた。

### 構成
基本的な構成は束帯と同じであるが、束帯の下着類を大幅に省いているのが特徴。束帯では袍を締めるのに石帯を使用するが、衣冠では共布のくけ紐で袍を締め、袴もゆったりとした指貫とした。
着用するには、まず下着を着て指貫をはき、単、袍を着る。垂纓の冠をかぶり、扇を持つ。神詣以外の衣冠着用時に笏は持たない。また、太刀を佩用する場合でも平緒は用いない。
なお、束帯とは違い衣冠には文官と武官の区別が無く、武官であっても縫腋袍を用いる。
色目・文様には身分によって決まりがあった。

### 時代の移り変わりと共に
時代を経るにつれて束帯は儀式用の服装となり、衣冠は宮中での勤務服として定着した。また、衣冠姿であれば参内（御所への出入り）に勅許を得る必要は無かった。近世に宮中の宿直である「内裏小番」の制度が確立すると、儀式以外の日常の勤務服として直衣・衣冠が一般化した。江戸時代には、全くの平常の出仕には衣冠・直衣の下に単を用いず白小袖の上に直接袍を着たり、指貫に代えて切袴の「指袴（さしこ）」を着たりすることもあった。そのため単を着用しての衣冠姿を「衣冠単（いかんたん・いかんひとえ）」とも言う。近世の公家日記には、指袴で出仕中急に天皇に御礼言上する必要が生じたので指貫に着替えたといった記事もみられる。この時代でも御会始（歌会始）や御楽始（雅楽始）など、政務ではない儀式や私家の元服などの儀式には単や衣（あこめの類）を重ね、指貫をつけた正式な衣冠・直衣を着用した。
なお、1872年（明治5年）に宮中や官界では正装・礼装を洋服に改めたため、現在では、宮中祭祀・儀式の際に諸皇族や掌典職が祭服として着用するほかは、神社界の神職が正装として衣冠を着用する。

## その他
中世の文献では「衣冠正しき」姿というように、束帯・衣冠を厳密に分けずに、単に貴人の正装の意味でこの言葉を使うこともある。日記や故実書では厳密な使い方が普通で、歌論書や寺社縁起などではあいまいな用法が多い。また、俗な表現として袍を着用した姿の総称を「衣冠束帯」と呼ぶことがあるが、装束の構成や着用する場面に於いて、本来は衣冠と束帯は厳密に区分される。一説には平安中期以降、服制が曖昧になり、衣冠や直衣を束帯の代用とした「衣冠の束帯」「直衣の束帯」という例があり、前者の語から接助詞の「の」が省かれて誤用され、定着してしまった結果であるとされる。ただし、公家の日記に「直衣束帯」などの表記がある場合も、丁寧に解釈すると「直衣を着た者や束帯を着た者がいる」の意味である場合もあり、平安中期には「直衣束帯」という装束（直衣の袍・表袴・石帯・下襲等より成る）があったことも知られるなど、上記の説については厳密な検証が必要と思われる。